# باتريك شيناي
باتريك شيناي (بالفرنسية: Patrick Chesnais)‏
```
(و. 
1947
 – 
م
)
[
3
]
 هو 
ممثل
[
1
]
، 
ومخرج سينمائي
، 
وكاتب سيناريو
[
1
]
 من 
فرنسا
 .
[
4
]
```

## التعليم
تعلم في المعهد الوطني العالي للفنون الدرامية ‏، ومدرسة رينيه سيمون للفنون الدرامية ‏

## جوائز
حصل على جوائز منها:
- وسام جوقة الشرف من رتبة فارس.

## روابط خارجية
- باتريك شيناي على موقع IMDb (الإنجليزية)
- باتريك شيناي على موقع ألو سيني (الفرنسية)
- باتريك شيناي على موقع ميوزك برينز (الإنجليزية)
- باتريك شيناي على موقع أول موفي (الإنجليزية)
- باتريك شيناي على موقع قاعدة بيانات الأفلام السويدية (السويدية)
- باتريك شيناي على موقع إن إن دي بي (الإنجليزية)
- باتريك شيناي على موقع قاعدة بيانات الفيلم (الإنجليزية)
- باتريك شيناي على موقع كينوبويسك (الروسية)